# Coccoloba fuertesii
Coccoloba fuertesii är en slideväxtart som beskrevs av Ignatz Urban. Coccoloba fuertesii ingår i släktet Coccoloba och familjen slideväxter. Inga underarter finns listade i Catalogue of Life.